# Tymoteusz Zimny
Tymoteusz Zimny (* 14. März 1998 in Biezdrowo) ist ein polnischer Sprinter, der sich auf den 400-Meter-Lauf spezialisiert hat.

## Sportliche Laufbahn
Erste internationale Erfahrungen sammelte Tymoteusz Zimny im Jahr 2015, als er bei den Jugendweltmeisterschaften in Cali über 400 Meter bis in das Halbfinale gelangte und dort mit 47,53 s ausschied, während er mit der polnischen gemischten Staffel in 3:24,64 min den fünften Platz belegte. Im Jahr darauf schied er bei den U20-Weltmeisterschaften in Bydgoszcz mit 47,14 s im Halbfinale aus und scheiterte mit der 4-mal-400-Meter-Staffel mit 3:09,42 min im Vorlauf. 2017 gewann er bei den U20-Europameisterschaften in Grosseto in 46,04 s die Silbermedaille und sicherte sich mit der Staffel in 3:09,32 min die Bronzemedaille. Daraufhin erhielt er für die Weltmeisterschaften in London einen Startplatz in der Staffel und belegte mit dieser mit 3:01,59 min im Finale den siebten Platz. 2019 gelangte er bei den Halleneuropameisterschaften in Glasgow in 3:08,40 min auf den vierten Platz mit der Staffel und wurde anschließend bei den World Relays in Yokohama mit 3:05,91 min Siebter im B-Finale. Daraufhin klassierte er sich bei den U23-Europameisterschaften in Gävle in 46,52 s im Einzelbewerb sowie mit 3:07,37 min mit der Staffel jeweils auf dem vierten Platz. Ende Oktober schied er bei den Militärweltspielen in Wuhan über 400 Meter mit 22,18 s im 200-Meter-Lauf im Halbfinale aus und trug zum Gewinn der Silbermedaille mit der Staffel bei, indem er im Vorlauf zum Einsatz kam. 2022 belegte er bei den Hallenweltmeisterschaften in Belgrad in 3:07,81 min den vierten Platz in der 4-mal-400-Meter-Staffel.
In den Jahren 2019 und 2021 wurde Zimny polnischer Meister in der 4-mal-400-Meter-Staffel.

## Persönliche Bestzeiten
- 200 Meter: 21,81 s (+1,4 m/s), 23. Juni 2019 in Warschau
  - 200 Meter (Halle): 21,88 s, 5. Februar 2022 in Spała
- 400 Meter: 46,04 s, 22. Juli 2017 in Grosseto
  - 400 Meter (Halle): 47,17 s, 6. März 2022 in Toruń